# U-båt till salu
U-båt till salu är en visa skriven av Ulf Peder Olrog som publicerades i Rosenbloms visor (del 1, 1945). 
Den spelades in på skiva första gången med  Lasse Krantz  1945, och senare i flera andra upptagningar, bland annat med Sven-Bertil Taube 1973.
Refrängen lyder:  Att segla uppför Fyrisån i undervattensbåt, säg vore inte det nånting för mig?

## Ubåt i Uppsala
En ubåt, miniubåten Spiggen, seglade faktiskt sommaren 1959 från Ekoln uppför Fyrisån och ankrade vid Islandsbron i Uppsala.